# Komediant
En komediant var en person från forntida Rom som var kringresande skådespelare. Idag används ordet som nedsättande benämning på skådespelare.